# Полтавський коледж нафти і газу Національного університету «Полтавська політехніка імені Юрія Кондратюка»
Полтавський фаховий коледж нафти і газу Національного університету «Полтавська політехніка імені Юрія Кондратюка»— вищий навчальний заклад Національного університету «Полтавська політехніка імені Юрія Кондратюка».
У коледжі працюють такі відділення: бурове, механічне, експлуатаційне, підвищення кваліфікації робітничих кадрів. 
Навчання здійснюється за сучасними освітніми програмами з використанням комп'ютерних технологій. Практичне навчання студентів проходить на базах закладів нафтогазової галузі міста та області.
Коледж займається підготовкою фахівців наступних спеціалізацій:
- буріння свердловин;
- експлуатація нафтових і газових свердловин;
- експлуатація газонафтопроводів і газонафтосховищ;
- розвідування нафтових і газових родовищ;
- обслуговування та ремонт обладнання нафтових і газових промислів, механіки;
- інформаційно-комунікаційна діяльність та документознавство;
- інженерія програмного забезпечення

Заснований у 1967 році. Спочатку було відкрито тільки дві спеціальності: «Буріння нафтових і газових свердловин» та «Геологія і розвідка нафтових і газових родовищ». Спочатку розташовувався в будівлі на Першотравневому проспекті (нині проспект Віталія Грицаєнка), а пізніше переїхав на вулицю Раднаркомівську (нині вулиця Грушевського). У технікумі розташований єдиний в Полтаві геологічний музей.

## Умови прийому
Підготовка фахівців здійснюється за державним замовленням; за рахунок коштів юридичних і фізичних осіб.
Абітурієнти, які вступають до коледжу на основі базової загальної середньої освіти, складають такі випробування: з української мови і математики.
Особи, які успішно витримали вступні випробування, зараховуються до коледжу на кожну спеціальність за конкурсом відповідно до числа набраних балів. Абітурієнти, які вступають до коледжу на базі повної загальної середньої освіти, подають сертифікати Українського центру оцінювання якості освіти відповідно до Правил прийому.
Для конкурсного відбору вступників зараховуються результати зовнішнього незалежного оцінювання навчальних досягнень випускників навчальних закладів системи загальної середньої освіти, підтверджені сертифікатами Українського центру оцінювання якості освіти з відповідних предметів з результатами оцінювання знань у поточному році (за шкалами оцінювання від 1 до 12 балів та від 100 до 200 балів).
Для вступу до коледжу необхідно подати такі документи: документ державного зразка про освіту, фотокартки 3 х 4 — 6 штук, сертифікати Українського центру оцінювання якості освіти, документ, що засвідчує особу, документи, що засвідчують право на пільги (за потреби).

## Геологічний музей
В коледжі знаходиться єдиний на східній Україні геологічний музей.